# Brandywell
|  | Aquest article tracta sobre el barri de Derry. Vegeu-ne altres significats a «Brandywell Stadium». |

Brandywell és un barri de la ciutat irlandesa de Derry situat a la part més septentrional del vessant esquerre del riu Foyle. Entre un 80-100% de la seva població és de confessió catòlica i, per tant, dona ampli suport al republicanisme i la reunificació de l'illa en el marc del conflicte territorial per la sobirania d'Irlanda del Nord. 